# 雨の街
「雨の街」（あめのまち）は、eddaの楽曲。2019年10月2日にColourful Recordsより配信限定シングルとして発売された。

## 概要
3か月連続リリースの第1弾にあたる作品。シングル作品は、『フラワーステップ』以来1年2か月ぶりのリリースで、配信限定というフォーマットは『リピート』以来1年9か月ぶり。
作詞はedda、作曲はミワコウダイ、編曲はdetune.が手掛けたもので、本作の短編アニメーションと配信ジャケットはしばたたかひろが手掛けた。

## 収録曲
1. 雨の街
神様のような存在である一人の少女と、街という存在が一つの世界を作り出しているという設定の楽曲で、「自分たちが生み出したものによって蝕まれていく」というストーリー性を持っている[3]。
歌詞の中にある「鉄の音は止まらずに」というフレーズは、戦争が勃発したことを示唆している[3]。
短編アニメーションは、母親を失ったことにより悲しみの暮れる少女を主人公とした物語で、「悲しさにも希望が感じられる」という本作の世界観を表現したもの[4]。
2ndフル・アルバム『いつかの夢のゆくところ』で、アルバム初収録となった[5]。

## 収録アルバム
- いつかの夢のゆくところ